# Церковь Рождества Пресвятой Богородицы (Анискино)
Церковь Рождества Пресвятой Богородицы — приходской храм Балашихинской епархии Русской православной церкви в селе Анискино Лосино-Петровского городского округа Московской области построенный в 1742 году. Здание храма является объектом культурного наследия и находится под охраной государства. В настоящее время храм действует, ведутся богослужения.

## История строительства храма

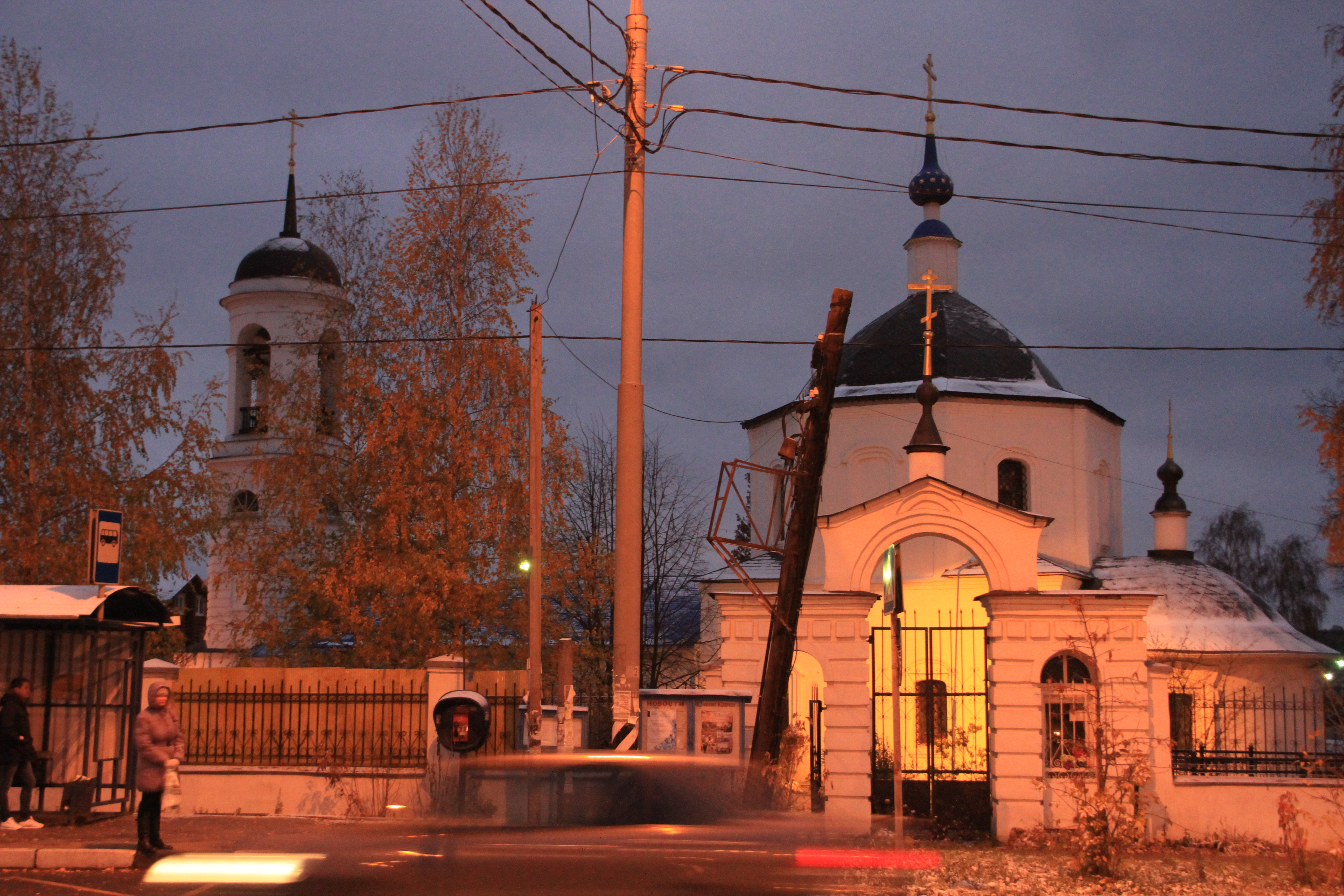
Вечерний вид на храм

Маленькое село Анискино, которое расположилось на реке Клязьме, в 1638 году, согласно архивным документам, принадлежало думскому дьяку М. Данилову, а в 1671 году было приписано к землям Потешного дворца. В 1687 году это сельцо значится в вотчине А.В. Плещеева, сын которого, Ф.А. Плещеев, в 1722 году возвёл здесь деревянную церковь в честь Рождества Богородицы с Димитровским приделом.
В 1738 году полковником А.Г. Плещеевым была получена храмозданная грамота, разрешающая строительство в селе Анискино каменной церкви. К 1742 году строительные работы были завершены, а в 1754 году было проведено освящение первого придела во имя святителя Алексия, Митрополита Московского. В 1808 году построили трапезную и колокольню. Храм является памятником архитектуры XVIII века. 
Метрика 1887 года анализирует облик и вид церкви, вероятно, еще до перестроек: 
```
“... приделы - на правой стороне во имя Святителя Николая, а на левой - во имя Святителя Алексия..., алтарь по окны облицован белым камнем;... подзоры деревянные;... кресты медные, вызолоченные, восьмиконечные;... пол в храме и приделах чугунный, а в алтаре - лещадный; ... иконостас нового устройства с колоннами, резной, на белом поле, о пяти ярусах, в приделах в один ярус...; церковь расписана живописным письмом частями...” 
```

В 1922 году церковь подверглась разграблению. Настоятель Анискинской церкви протоиерей Сергий Димитриевич Кудрявцев был сослан за 101 км от Москвы. А 15 декабря 1937 года священномученик Сергий был расстрелян в городе Вольске Саратовской области. В 1938 году богослужения в этом храме прекратились. В 1941 году церковь в Анискино, как и её настоятель, были обречены на уничтожение. По документу «О ликвидации здания культа» от 1 марта 1941 года храм было решено взорвать.
Однако, чудом строение удалось сохранить. В здании церкви были размещены цеха ткацкой фабрики и склады. В 1970-х годах строение и вовсе было заброшено, постепенно приходило в негодность. Местные жители растащили белый камень по домам, а ограду — по огородам. Исчезла даже черная мраморная плита с надгробия последних владельцев села Четвериковых.

## Современное состояние
В 1990 году руины храма были переданы верующим. Община очень активно взялась восстанавливать церковь. В настоящее время храм Рождества Пресвятой Богородицы полностью отстроен. В 1998 году церковь была освящена.
В церкви находятся иконы, привезенные из Иерусалима и со Святой Горы Афон, а также частицы мощей и святыни угодников Божиих.
В настоящее время ведутся строительные работы по возведению трапезной и воскресной школы, а также храм-крестильня в честь иконы Божией Матери «Троеручицы».
Богородице-Рождественская церковь является памятником архитектуры регионального значения на основании Постановления Правительства Московской области № 84/9 от 15 марта 2002 года.